# Barbier (cráter)

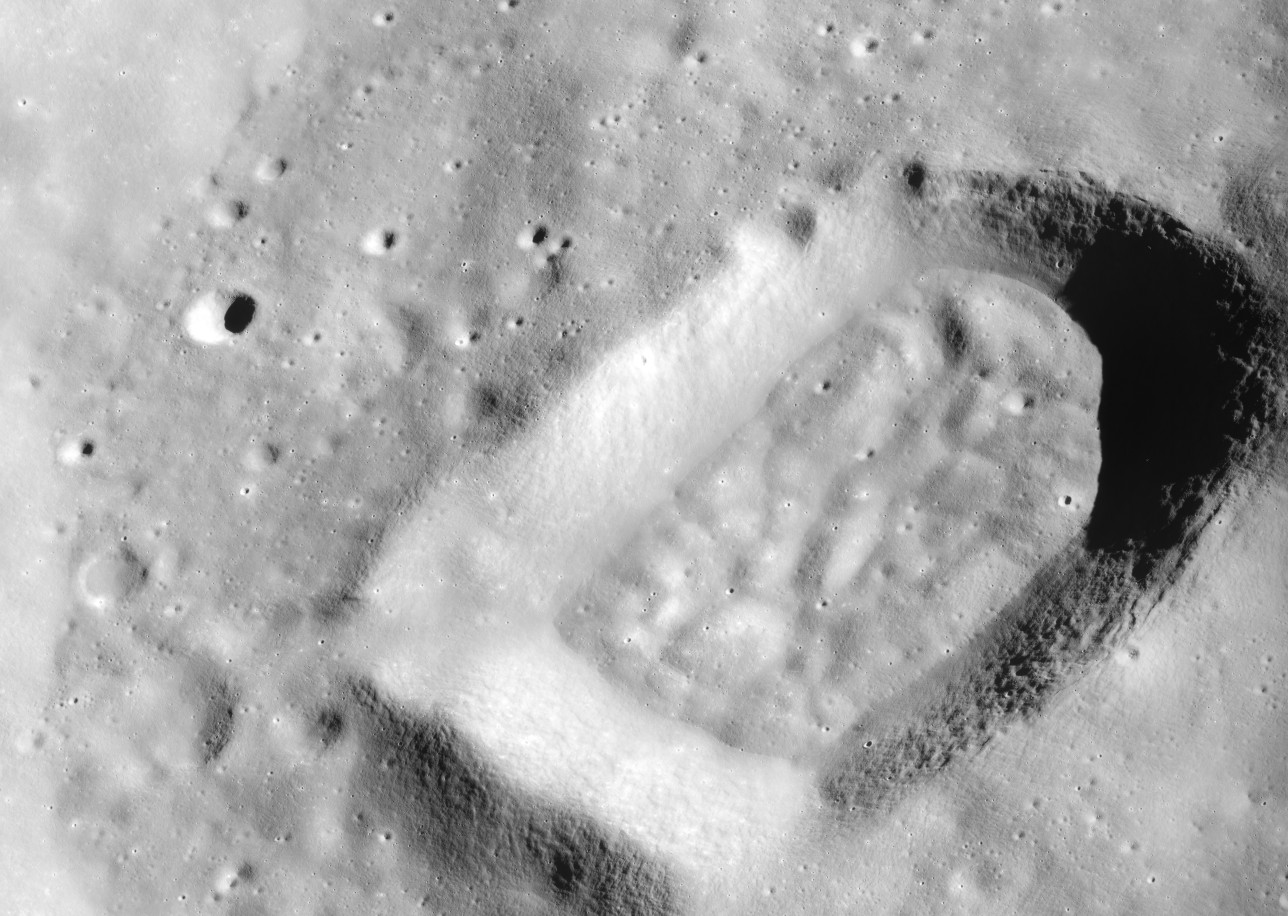
Barbier F, en el interior de Barbier. Fotografía de la misión Apolo 15

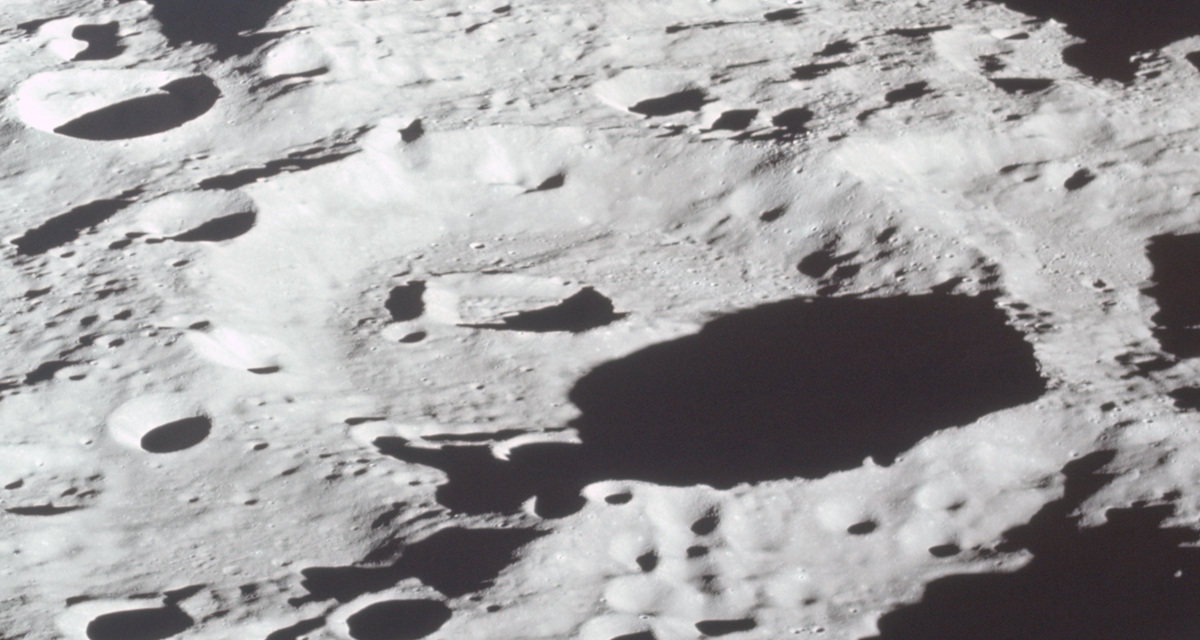
Vista oblicua del lado sureste desde el Apolo 17

Barbier es un cráter de impacto que se encuentra en el hemisferio sur de la cara oculta de la Luna. Está emparejado con el cráter Cyrano hacia el norte-noroeste, y se encuentra al sureste de la enorme llanura amurallada del cráter Gagarin. Al suroeste de Barbier se halla Sierpinski, y al sureste se encuentra el Mare Ingenii.
|  |  |

El borde exterior de Barbier se ha erosionado un tanto por impactos posteriores, particularmente en el extremo norte, donde la pared ha sido degradada por la aparición de varios cráteres pequeños. Un pequeño cráter se sitúa atravesando el borde oriental. El borde sur es más ancho y de forma irregular. Un cráter irregular inusual (Barbier F) con un fondo accidentado, de aproximadamente el 16 km de longitud, se encuentra cerca del pico central, ligeramente desplazado hacia el este del punto medio.

## Cráteres satélite
Por convención estas características son identificadas en mapas lunares poniendo la letra en el lado del cráter punto medio que está más cerca de Barbier.
|         | \| Barbier \| Coordenadas \| Diámetro \| \| ------- \| ------------------------------- \| -------- \| \| F \| 23°48′S 158°06′E / -23.8, 158.1 \| 14 km \| \| D \| 23°00′S 160°12′E / -23.0, 160.2 \| 24 km \| \| G \| 24°24′S 160°06′E / -24.4, 160.1 \| 17 km \| \| H \| 25°18′S 160°30′E / -25.3, 160.5 \| 17 km \| \| J \| 26°00′S 160°06′E / -26.0, 160.1 \| 43 km \| \| K \| 26°30′S 159°24′E / -26.5, 159.4 \| 7 km \| \| U \| 22°48′S 155°06′E / -22.8, 155.1 \| 38 km \| \| V \| 22°18′S 154°36′E / -22.3, 154.6 \| 29 km \| |          |
| Barbier | Coordenadas | Diámetro |
| F       | 23°48′S 158°06′E / -23.8, 158.1 | 14 km    |
| D       | 23°00′S 160°12′E / -23.0, 160.2 | 24 km    |
| G       | 24°24′S 160°06′E / -24.4, 160.1 | 17 km    |
| H       | 25°18′S 160°30′E / -25.3, 160.5 | 17 km    |
| J       | 26°00′S 160°06′E / -26.0, 160.1 | 43 km    |
| K       | 26°30′S 159°24′E / -26.5, 159.4 | 7 km     |
| U       | 22°48′S 155°06′E / -22.8, 155.1 | 38 km    |
| V       | 22°18′S 154°36′E / -22.3, 154.6 | 29 km    |